# Piedras Gordas (Coclé)
Piedras Gordas es un corregimiento panameño perteneciente al distrito de La Pintada, en la provincia de Coclé. La localidad fue fundada el 22 de septiembre de 1913 y la conforman 48 comunidades. Tiene 4.164 habitantes (2010).

## Toponimia
Señala la tradición que el nombre de este corregimiento se debió que hace miles de años esta área tuvo actividad volcánica y que producto de esto se desprendieron rocas pétreas de gran tamaño y redondas por la región, quedando con este nombre.
Este corregimiento actualmente es muy común la producción y venta de frutas, verduras y legumbres, dentro de las frutas más vendidas y que mayor comercio tiene son las naranjas; también se dedican mucho a la ganadería y porcicultura, siendo estas las ocupaciones que movilizan la economía del corregimiento.
En este corregimiento los pobladores acostumbran a celebrar las patronales de sus santos patronos de cada comunidad, lo hacen de la siguiente manera: las novenas (9 noches), procesión y misa. Una de las grandes celebraciones que se realizan en el corregimiento en general son las Patronales del Santo Patrono San Juan de Dios, el 8 de marzo; que después de haber culminado las celebraciones religiosas, se llevan a cabo actividades bailables, cabalgatas, tamboritos, para culminar estas actividades las cuales son muy concurridas por los pobladores del corregimiento y de otros lugar
Cabe mencionar que, gracias al avance dentro de este corregimiento, se ha logrado que las escuelas cuenten con acceso a internet (internet para todos) algo que antes no era parte de las comunidades educativas. Existe una Infoplaza que brinda la oportunidad a los estudiantes o personas que necesiten utilizar una computadora para realizar trabajos o alguna otra documentación, también proporcionan servicios de sacar copias e impresiones.
En el corregimiento también existe un puesto de salud, donde la encargada es un personal de salud capacitado, que trabaja con la Dirección del Centro de Salud Materno Infantil de La Pintada; donde prestan servicios de salud como lo son:
- Inyectables

- Toma de presión arterial

- Vacunas de control y crecimiento

- Visitas domiciliarias

Dentro de los demás servicios públicos que existen en el corregimiento están la recolección de la basura, el agua potable, transporte público. 